# Oignon frit
 (signalé en juillet 2025).
Si vous disposez d'ouvrages ou d'articles de référence ou si vous connaissez des sites web de qualité traitant du thème abordé ici, merci de compléter l'article en donnant les références utiles à sa vérifiabilité et en les liant à la section « Notes et références ».
- Archive Wikiwix
- Bing
- Cairn
- DuckDuckGo
- E. Universalis
- Gallica
- Google
- G. Books
- G. News
- G. Scholar
- Persée
- Qwant
- (zh) Baidu
- (ru) Yandex
- (wd) trouver des œuvres sur Wikidata

L'oignon frit est une garniture et un encas préparé à partir d'oignons chauffés fortement ou frits, l'oignon devenant respectivement tendre ou croustillant.

## Oignon sauté
Lorsqu'il est sauté dans une poêle, l'oignon devient relativement tendre. Il peut, à température assez élevée, prendre une couleur caramel et même brunir à cause des réactions de Maillard.
Le cheesesteak de Philadelphie est un sandwich chaud couramment servi avec des oignons sautés. Préparés ainsi, ils accompagnent le foie poêlé, donnant un plat appelé liver and onions.
Au Moyen-Orient, le mjadra est un plat à base de lentilles et de riz, garni d'oignons sautés. Dans la cuisine indienne, l'oignon frit est un des ingrédients essentiels à la préparation du plat de riz appelé biryani.

## Oignon passé en friture

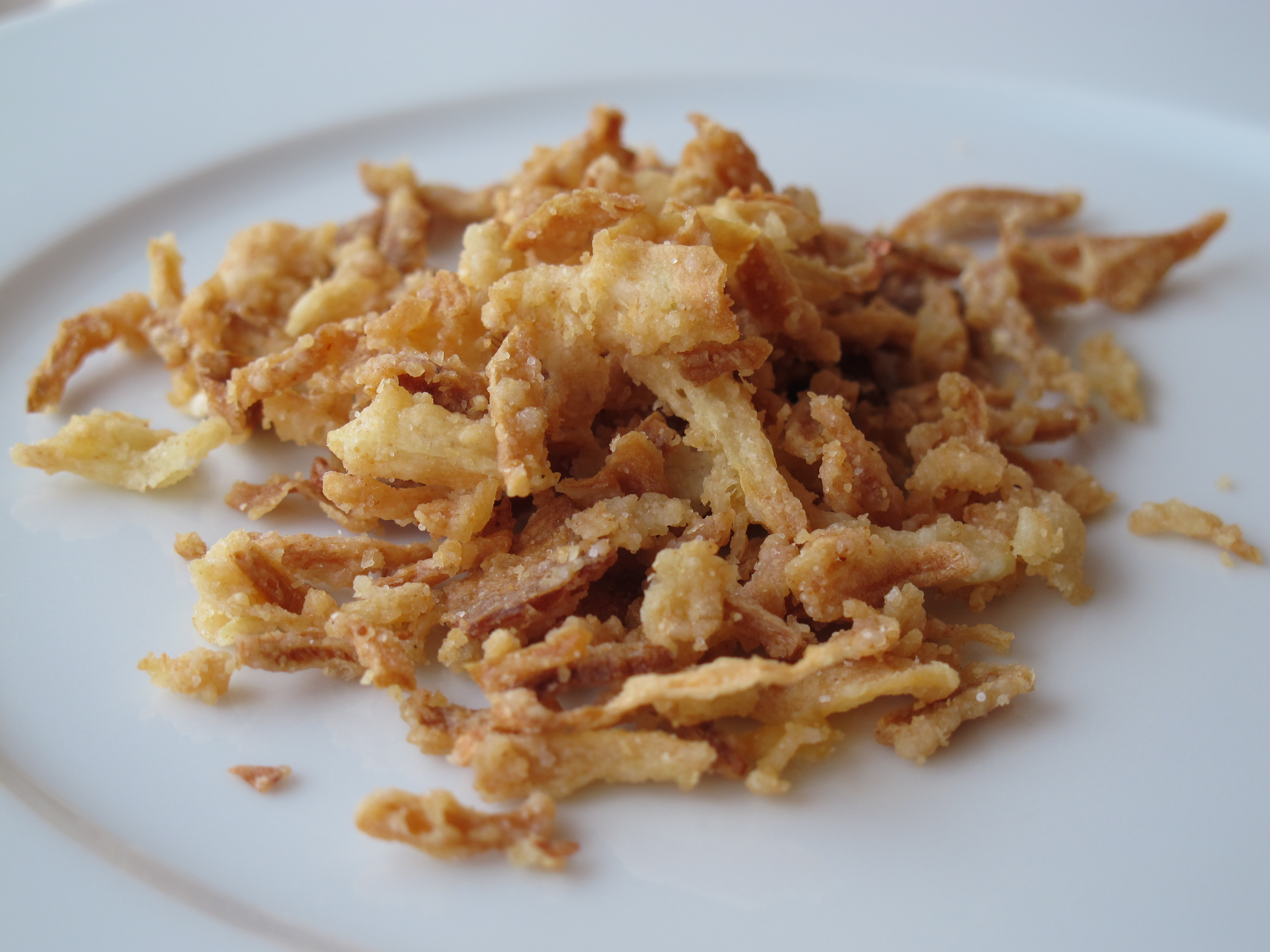
Oignon frit dans un bain d'huile.

Immergé dans un bain de friture, l'oignon est beaucoup plus croustillant, comme le sont des patates frites. L'oignon frit est un élément de base du green bean casserole. 
Ils sont parfois vendus conditionnés en boîte. Des oignons frits fraîchement préparés sont parfois utilisés en garniture dans certains restaurants.
On peut préparer de manière similaire de l'échalote frite ou de l'ail frit.

## Beignet d'oignon
Les beignets d'oignons, ou onions rings en anglais, s'obtiennent en plongeant de grandes tranches détachées en anneaux, dans de la pâte puis dans de l'huile de friture. Découpé pour ressembler à une fleur, il est appelé blooming onion en anglais.